# Elezioni comunali nel Lazio del 1996
Le elezioni comunali nel Lazio del 1996 si tennero il 9 giugno (con ballottaggio il 23 giugno) e il 17 novembre (con ballottaggio il 1º dicembre). 

## Elezioni del giugno 1996

### Roma

#### Guidonia Montecelio
| Candidati e Liste                  | Voti   | %     | Seggi |
| ---------------------------------- | ------ | ----- | ----- |
| Ezio Giuseppe Cerqua               | 12.784 | 32,08 | -     |
| Partito Democratico della Sinistra | 7.659  | 21,89 | 11    |
| Partito Popolare Italiano          | 4.145  | 11,85 | 5     |
| Rinnovamento Italiano              | 1.591  | 4,55  | 2     |
| Adalberto Bertucci                 | 12.535 | 33,29 | 1     |
| Alleanza Nazionale                 | 6.943  | 19,84 | 4     |
| Forza Italia                       | 4.743  | 13,55 | 3     |
| Ugo Rendine                        | 2.830  | 7,52  | 1     |
| Centro Cristiano Democratico       | 2.697  | 7,71  | -     |
| Mario Cioni                        | 1.861  | 4,94  | 1     |
| Federazione dei Verdi              | 1.543  | 4,41  | -     |
| Fabrizio Pirro                     | 1.674  | 4,45  | 1     |
| Rifondazione Comunista             | 1.558  | 4,45  | -     |
| Mario Valeri                       | 1.583  | 4,20  | 1     |
| Cristiani Democratici Uniti        | 1.457  | 4,16  | -     |
| Mario Magazzeni                    | 879    | 2,33  | -     |
| Alternativa Democratica e Popolare | 830    | 2,37  | -     |
| Giovanni Battista Lombardozzi      | 824    | 2,19  | -     |
| Partito Socialista                 |        | 1,77  | -     |
| Giorgio Foresta                    | 646    | 1,72  | -     |
| Comunisti Unitari                  | 643    | 1,84  | -     |
| Pietro Petricca                    | 443    | 1,18  | -     |
| Movimento Sociale Fiamma Tricolore | 382    | 1,09  | -     |
| Totale alle liste                  | 34.993 | 100   | 25    |
| TOTALE                             | 37.649 | 100   | 30    |

#### Marino
| Candidati e Liste                                        | Voti   | %     | Seggi |
| -------------------------------------------------------- | ------ | ----- | ----- |
| Rosa Perrone                                             | 8.309  | 39,22 | -     |
| Partito Democratico della Sinistra                       | 3.480  | 17,94 | 7     |
| Lista Civica di Centro-Sinistra                          | 1.079  | 5,56  | 2     |
| Lista Civica di Centro-Sinistra                          | 1.002  | 5,16  | 2     |
| Partito Popolare Italiano                                | 707    | 3,64  | 1     |
| Rinnovamento Italiano                                    | 674    | 3,47  | 1     |
| Alleanza Democratica                                     | 586    | 3,02  | 1     |
| Eugenio Pisani                                           | 6.621  | 31,25 | 1     |
| Alleanza Nazionale                                       | 2.186  | 11,27 | 3     |
| Forza Italia                                             | 1.985  | 10,23 | 3     |
| Centro Cristiano Democratico-Cristiani Democratici Uniti | 1.095  | 5,64  | 1     |
| Uniti per Cambiare                                       | 744    | 3,83  | 1     |
| Fabio Desideri                                           | 2.507  | 11,83 | 1     |
| Impegno Civico Marino                                    | 2.407  | 12,41 | 3     |
| Mario Alberti                                            | 1.748  | 8,25  | 1     |
| Rifondazione Comunista                                   | 1.560  | 8,04  | -     |
| Otello Bocci                                             | 1.256  | 5,93  | 1     |
| Proposta                                                 | 1.192  | 6,14  | -     |
| Cesare Terribili                                         | 744    | 3,51  | 1     |
| Lista Civica per Marino                                  | 704    | 3,63  | -     |
| Totale alle liste                                        | 19.401 | 100   | 24    |
| TOTALE                                                   | 21.185 | 100   | 30    |

## Elezioni del novembre 1996

### Roma

#### Tivoli
| Candidati e Liste                                        | Voti   | %     | Seggi |
| -------------------------------------------------------- | ------ | ----- | ----- |
| Sandro Gallotti                                          | 17.158 | 52,28 | -     |
| Alleanza Nazionale                                       | 5.741  | 18,75 | 7     |
| Forza Italia                                             | 5.092  | 16,63 | 6     |
| Movimento Apartitico Cittadino                           | 2.263  | 7,39  | 2     |
| Centro Cristiano Democratico-Cristiani Democratici Uniti | 2.116  | 6,91  | 2     |
| Patto Segni                                              | 1.382  | 4,51  | 1     |
| Alcibiade Boratto                                        | 10.719 | 32,66 | 1     |
| Partito Democratico della Sinistra                       | 4.658  | 15,22 | 4     |
| Rifondazione Comunista                                   | 2.551  | 8,33  | 2     |
| Rinnovamento Italiano                                    | 2.134  | 6,97  | 2     |
| Ezio Fiorenzi                                            | 4.554  | 13,88 | 1     |
| Partito Popolare Italiano                                | 2.778  | 9,07  | 2     |
| Unione Democratica Laico Socialista                      | 1.253  | 4,09  | 1     |
| Federazione dei Verdi                                    | 351    | 1,15  | -     |
| Giuseppe Porcelli                                        | 390    | 1,19  | -     |
| Esperienza Rinnovamento Centro Anziani                   | 294    | 0,96  | -     |
| Totale alle liste                                        | 30.613 | 100   | 28    |
| TOTALE                                                   | 32.821 | 100   | 30    |

### Frosinone

#### Ferentino
| Candidati e Liste                                             | Voti   | %     | Seggi |
| ------------------------------------------------------------- | ------ | ----- | ----- |
| Francesco Scalia                                              | 4.477  | 34,09 | -     |
| Partito Popolare Italiano                                     | 1.830  | 14,82 | 6     |
| Federazione dei Verdi-Partito Socialista Democratico Italiano | 923    | 7,47  | 3     |
| Partito Democratico della Sinistra                            | 897    | 7,26  | 2     |
| Partito Repubblicano Italiano                                 | 365    | 6,97  | 2     |
| Luigi Martini                                                 | 3.973  | 30,25 | 1     |
| Forza Italia                                                  | 1.402  | 11,35 | 1     |
| Alleanza Nazionale                                            | 1.022  | 8,28  | 1     |
| Lista di Centro-Destra                                        | 995    | 8,06  | 1     |
| Lista di Centro                                               | 364    | 2,95  | -     |
| Centro Cristiano Democratico                                  | 2.116  | 6,91  | 2     |
| Francesco Gargani                                             | 3.309  | 25,20 | 1     |
| Lista di Centro                                               | 1.219  | 9,87  | 1     |
| Cristiani Democratici Uniti                                   | 1.173  | 9,50  | 1     |
| Rinnovamento Italiano                                         | 440    | 3,56  | -     |
| Lista di Centro                                               | 415    | 3,36  | -     |
| Francesco Giorgi                                              | 1.373  | 10,46 | 1     |
| Rifondazione Comunista                                        | 1.173  | 9,50  | -     |
| Totale alle liste                                             | 30.613 | 100   | 28    |
| TOTALE                                                        | 32.821 | 100   | 30    |